# Denekamp (gemeente)
Denekamp was tot 1 januari 2001 een gemeente in de Nederlandse provincie Overijssel. De gemeente telde op 1 januari 2000 12.425 inwoners en een oppervlakte van 87 km², hetgeen neerkomt op een dichtheid van 144 inwoners per km² waarmee de gemeente een plattelandsgemeente genoemd kan worden.

## Geschiedenis
De gemeente ontstond in 1818, toen de in 1811 uit het richterambt Ootmarsum voortgekomen gemeente Ootmarsum werd gesplitst in de gemeente Ootmarsum, welke alleen de stad omvatte en de gemeente Denekamp. Deze gemeente omvatte de volgende marken:
- Agelo
- Breklenkamp
- Denekamp
- Nutter en Oud Ootmarsum
- Lattrop

Tot de gemeentelijke herindeling van 2001 zou de gemeente grotendeels dezelfde omvang behouden. Enkel in 1949 werd in het kader van de naoorlogse grenscorrecties 0,03 km² aan Duits grondgebied aan de gemeente toegevoegd. Daarnaast heeft de gemeente in de jaren 90 een gedeelte van de buurtschap Klein Agelo verloren aan de gemeente Ootmarsum.
Uiteindelijk zou de gemeente per 1 januari 2001 fuseren met de gemeenten Weerselo en Ootmarsum. Tot 31 mei 2002 werd voor de gefuseerde gemeente de werknaam Denekamp gevoerd. Vanaf 1 juni van dat jaar nam de gemeente de nieuwe naam Dinkelland aan.

## Politiek

### Gemeenteraad
De gemeenteraad van Denekamp bestond uit 15 zetels. Hieronder de samenstelling van de gemeenteraad vanaf 1982 tot de opheffing van de gemeente in 2000:
| CDA                  | 9  | 8  | 10 | 7  | 8  |
| Demokraties Denekamp | 2  | 2  | 2  | 5  | 4  |
| PvdA                 | 2  | 3  | 2  | 2  | 2  |
| VVD                  | 2  | 2  | 1  | 1  | 1  |
| Totaal               | 15 | 15 | 15 | 15 | 15 |

## Demografie

### Evolutie van het inwoneraantal
- Bron: CBS - Volkstellingen 1795-1971 en CBS - Gemeente op maat 1999: Denekamp
- Vanaf 1889 wordt meermaals melding gemaakt van de daadwerkelijk in de gemeente Denekamp woonachtige personen en personen die zich tijdelijk in de gemeente ophielden; deze laatste groep personen is niet in het totaal opgenomen.
- 1: Het inwoneraantal van 1795 is een optelling van de plaatsen Groot en Klein Agelo, Latterop, Tilgte, Brekkelenkamp, Nutter, Oude Ootmarssum, Dorp Denekamp, Buurschap Denekamp en Noorddeurningen in het district Oldenzaal.
2: Het inwoneraantal van 2008 is een optelling van de wijken van Dinkelland welke tot 2001 tot de gemeente Denekamp behoorden.

## Kernen
De volgende kernen maakten deel uit van de gemeente Denekamp:
Dorpen: Denekamp, Lattrop, Noord Deurningen, Oud Ootmarsum en Tilligte

Buurtschappen: Berghum, Breklenkamp, Groot Agelo en Nutter